# Wari'
Os Wari' ou Uaris são um  grupo indígena que habita o norte do estado brasileiro de Rondônia, mais precisamente as Terras Indígenas Lage Velho, Lage Novo, Igarapé Ribeirão, Tanajura, Capoerinha, Santo André, Limoeiro, Piranha, Sotério, Rio Negro Ocaia,  Sagarana, Bahia da Coca, Deolinda, e Barranquilha.
Vários cientistas já estudaram os Wari', dentre eles Jean-Pierre Angenot, Henri Ramirez, Catherine Bárbara Kempf em relação aos seus costumes e línguas. Vários indígenas Wari´são evangélicos pertencentes as Igrejas Evangélicas Indígenas supervisionadas pela Missão Novas Tribos do Brasil. Os encontros dessas Igrejas ocorrem duas vezes no ano variando de aldeias a aldeias, destacam-se vários pastores e missionários, dentre eles Barbara Kenr, Antonio Oro Nao, Abilio Soares, e Abraão.
Eles se dividem em várias famílias dentre elas: Oro Nao, Oro Waram, Oro At, Urudão, Oro Wijiein, Caoorowari, Oro Mon.